# Aloe antonii
Aloe antonii ist eine Pflanzenart der Gattung der Aloen in der Unterfamilie der Affodillgewächse (Asphodeloideae). Das Artepitheton antonii ehrt Antoine Castillon, einen Enkel von Jean-Bernard Castillon.

## Beschreibung

### Vegetative Merkmale
Aloe antonii wächst stammbildend und ist spärlich verzweigt. Die aufrechten oder niederliegenden Stämme erreichen eine Länge von bis zu 3 Meter und sind 3 bis 5 Zentimeter dick. Die 20 bis 25 anfangs ausgebreiteten, dann zurückgebogenen Laubblätter bilden Rosetten. Die grüne Blattspreite ist 30 bis 50 Zentimeter lang und 4 bis 8 Zentimeter breit. Die Zähne am Blattrand sind 1 bis 2 Millimeter lang und stehen 10 Millimeter voneinander entfernt.

### Blütenstände und Blüten
Der Blütenstand besteht aus sieben bis elf Zweigen und erreicht eine Länge von 80 bis 100 Zentimeter. Die lockeren, zylindrischen Trauben sind 15 bis 20 Zentimeter lang und 5 Zentimeter breit. Die papierartigen Brakteen weisen eine Länge von 5 Millimeter auf und sind 3 Millimeter breit. Die roten Blüten stehen an roten, 7 Millimeter langen Blütenstielen. Die Blüten sind 30 Millimeter lang. Auf Höhe des Fruchtknotens weisen die Blüten einen Durchmesser von 5 Millimeter auf. Ihre äußeren Perigonblätter sind auf einer Länge von 20 Millimetern nicht miteinander verwachsen. Die Staubblätter und der Griffel ragen 1 bis 2 Millimeter aus der Blüte heraus.

## Systematik und Verbreitung
Aloe antonii ist bei Bekopaka auf Madagaskar im Bemaraha-Massiv auf Kalksteinformationen verbreitet.
Die Erstbeschreibung durch Jean-Bernard Castillon wurde 2006 veröffentlicht.

## Nachweise